# Зауличний Ростислав Мирославович
Ростисла́в Миросла́вович Зау́личний (нар. 6 вересня 1968) — український боксер, срібний призер Олімпійських ігор 1992 в складі Об'єднаної команди, бронзовий призер чемпіонатів світу (1993) та Європи (1991, 1993) у напівважкій ваговій категорії.

## Аматорська кар'єра
1990 року став чемпіоном СРСР в категорії до 75 кг і взяв участь у Іграх доброї волі у Сіетлі, де програв у першому бою Крісу Джонсону (Канада).
1991 року став чемпіоном СРСР в категорії до 81 кг і завоював бронзову медаль на чемпіонаті Європи.
- В 1/8 фіналу переміг Тамаша Елекеса (Угорщина) — RSC 3
- У чвертьфіналі переміг Войтеха Рукшлосса (Чехословаччина) — RSC 1
- У півфіналі програв Даріушу Міхальчевському (Німеччина) — 19=26

На Олімпійських іграх 1992 року в Барселоні (Іспанія) завоював срібну медаль.
- В 1/8 фіналу переміг Джеклорда Джекобса (Нігерія) — 16-8
- У чвертьфіналі переміг Стівена Вілсона (Велика Британія) — 13-0
- У півфіналі переміг Золтана Береша (Угорщина) — RSC-3
- У фінальному двобої поступився Торстену Маю (Німеччина) — 3-8

На чемпіонаті світу 1993, виступаючи вже у складі збірної України, завоював бронзову медаль.
- В 1/8 фіналу переміг Петрі Мекелае (Фінляндія) — RSC 1
- У чвертьфіналі переміг Сінан Шаміль Сам (Туреччина) — 6-1
- У півфіналі програв Джеклорду Джекобсу (Нігерія) — 8-8(+)

На чемпіонаті Європи 1993 завоював бронзову медаль.
- В 1/8 фіналу переміг Войцеха Бартніка (Польща) — 9-7
- У чвертьфіналі переміг Лейфа Кейскі (Швеція) — 11-5
- У півфіналі програв Ігорю Кшиніну (Росія) — 8-10

1994 року виграв Кубок світу в Бангкоку.
- В 1/16 фіналу переміг Піно Бахарі (Індонезія) — 17-1
- В 1/8 фіналу переміг Рамона Гарбей (Куба) — 17-7
- У чвертьфіналі переміг Федеріко Альвареса (Швеція) — 17-1
- У півфіналі переміг Іслама Арсангалієва (Росія) — 10(+)-10
- У фіналі переміг Свена Оттке (Німеччина) — 16-14

На чемпіонаті світу 1995 програв у першому бою Дихосвані Вега (Куба).
На чемпіонаті Європи 1996 програв у першому бою Ісмаелю Коне (Швеція).
На літніх Олімпійських іграх 1996 року в Атланті (США) у першому ж раунді змагань поступився узбеку Тимуру Ібрагімову.
1997 року завершив боксерську кар'єру та переїхав до Чикаго.